# Ricarda Jo. Eidmann
Ricarda Jo. Eidmann  (* 14. Juni 1963 in Dieburg bei Darmstadt) ist eine deutsche Autorin erotischer Literatur und Malerin der abstrakten, informellen Richtung.

## Leben
Nach ihrem Abitur absolvierte Eidmann eine Ausbildung zur Verlagskauffrau, arbeitete in der Medienbranche, studierte berufsbegleitend Jura und ist heute neben ihrer Tätigkeit als Schriftstellerin als Mediatorin und Bioenergetikerin tätig.
Erste Aphorismen, Kurzgeschichten und Prosa schrieb Eidmann im Jugendalter. Zwischenmenschliches und die (unmögliche) Liebe sind die Themen in ihren Erzählungen, Romanen und Gedichten. Auch mit dem Zeitgeist setzt sie sich in ihren Werken auseinander. Anfänglich dominierten erotische Themen. Später erschloss sie sich andere Welten: Borderline, Narzissmus und die Soziopathie. Neben ihren Prosatexten verfasste sie in den vergangenen Jahren fast 1000 Gedichte. Ihre Erstveröffentlichung Laila heißt nicht nur Nacht erreichte Platz drei der Amazonbestsellerliste in der Kategorie Belletristik/Erotik. 
Seit 2010 schreibt sie Songtexte, zunächst für sich, später auch als Ghostwriterin für andere Künstler.
Eidmann ist Vorstandsmitglied im Trägerverein Deutsches Apfelweinmuseum e. V. und lebt in Frankfurt-Sachsenhausen.

## Werke
- Laila heißt nicht nur Nacht, Principal-Verlag, 2005, ISBN 3-89969-024-9. 
  - Als Hörbuch ISBN 978-3-940608-00-0
- Decus und die Offenbarung. Rubin Verlag, ISBN 978-3-940608-01-7.
- Der Geschenkte Mann. Rubin Verlag, 2009, ISBN 3940608033 ISBN 978-3-940608-03-1.
- Artcave – In den Fesseln der Sehnsucht. Rubin Verlag, 2013, ISBN 978-3-940608-04-8.
- Zerrissene Gefühle. Principal-Verlag, 2018, ISBN 978-3-89969-219-8.